# Orizona (kommun)
Orizona är en kommun i Brasilien.   Den ligger i delstaten Goiás, i den sydöstra delen av landet, 140 km söder om huvudstaden Brasília. Antalet invånare är 14 292.
Följande samhällen finns i Orizona:
- Orizona

Omgivningarna runt Orizona är huvudsakligen savann. Runt Orizona är det mycket glesbefolkat, med 7 invånare per kvadratkilometer.